# Алапаєвська група залізорудних родовищ
Алапаєвська група залізорудних родовищ — розташована поблизу м. Алапаєвськ Свердловської області РФ, на східному схилі Сер. Уралу. 

## Історія
Найстаріший гірничопромисловий район Уралу. 
Родовища відомі з початку XVIII ст. 

## Характеристика
А.г.з.р. включає 3 род. (Алапаєвське, Зирянівське, Синячихінське), а також багато рудопроявів бурих залізняків інфільтраційно-метасоматичного, частково осадового генезису, які залягають серед мезозойських алювіально-пролювіальних відкладів («бєликів»). 
Рудні поклади пластоподібної форми простягаються на 1-7 км при потужності 1-50-70 м. Складені гідроґьотитовою і стриговіт-гідроґьотитовою (збагачується важко) рудою. Вміст Fe в рудах 35-42%. Розвідані запаси (1981) 41 млн т. 

## Технологія розробки
Родовища розроблялися відкритим і підземним способами. Гідрогеологічні умови розробки складні. 
Розробка припинена у 1970 р. з економічних причин. 